# Sarcopera aurantiaca
Sarcopera aurantiaca är en tvåhjärtbladig växtart som först beskrevs av Richard Spruce och Ernest Friedrich Gilg och fick sitt nu gällande namn av A.C. de Roon och S. Dressler. Sarcopera aurantiaca ingår i släktet Sarcopera och familjen Marcgraviaceae. Inga underarter finns listade i Catalogue of Life.